# 警務通
警務通是外出工作的中華人民共和國警察（如交警、巡警）所配備的電子裝置，用來發送、接收、查詢信息。2000年代末，警務通為帶有GSM/CDMA的PDA。